# Ilona Kwiecień
Ilona Sylwia Kwiecień (ur. 1973) – polska prawniczka i ekonomistka, dr hab. nauk ekonomicznych, profesor nadzwyczajny i kierownik Katedry Ubezpieczeń Wydziału Ekonomii i Finansów Uniwersytetu Ekonomicznego we Wrocławiu, adwokatka.

## Życiorys
19 grudnia 2002 obroniła pracę doktorską Ubezpieczenie jako metoda zarządzania ryzykiem w działalności gospodarczej, 17 listopada 2016 habilitowała się na podstawie pracy zatytułowanej Ekonomiczna analiza dochodzenia roszczeń o zadośćuczynienie za szkody na osobie z ubezpieczeń odpowiedzialności cywilnej. Została zatrudniona na stanowisku adiunkta w Instytucie Zarządzania Finansami na Wydziale Zarządzania, Informatyki i Finansów Uniwersytetu Ekonomicznego we Wrocławiu.
Jest zatrudniona na stanowisku profesora nadzwyczajnego i kierownika w Katedrze Ubezpieczeń na Wydziale Ekonomii i Finansów Uniwersytetu Ekonomicznego we Wrocławiu. Prowadzi kancelarię adwokacką specjalizującą się w prawie ubezpieczeń i odpowiedzialności. Jest stałym recenzentem w czasopiśmie Prawo Asekuracyjne  .